# Radviliškis
Radviliškis kisváros Litvániában, fontos vasúti csomópont.

## Fekvése
Radviliškis Litvánia északi részén fekszik, mindössze 20 km-re a Šiauliaitól. Több fontos vasútvonal találkozik itt. A városka lakóinak többsége mind a mai napig vasúti alkalmazott.

## Lakossága
2001-es adatok szerint a város lakosságának 96%-a litván, 3%-a orosz, a fennmaradó 1% egyéb nemzetiségű.

## Története
A települést először 1576-ban említi egy lengyel adóösszeírás. 1687-ben Sobieski János lengyel király piactartási jogot ad a településnek.
A város neve a Radvilos család nevéből származik, ennek a családnak a birtoka volt 1546-tól 1764-ig.
A történelem folyamán Radviliškis többször elpusztult 1708-1710 járványt követően teljesen kihalt.
Fejlődésnek csak a Liepaja – Vilnius (1870) és a Radviliškis – Daugavpils (1873) vasútvonalak megnyitását követően indult. Közvetlen vasúti összeköttetése van Riga, Moszkva, Minszk, Kalinyingrád és Varsó felé.

### Közlekedés

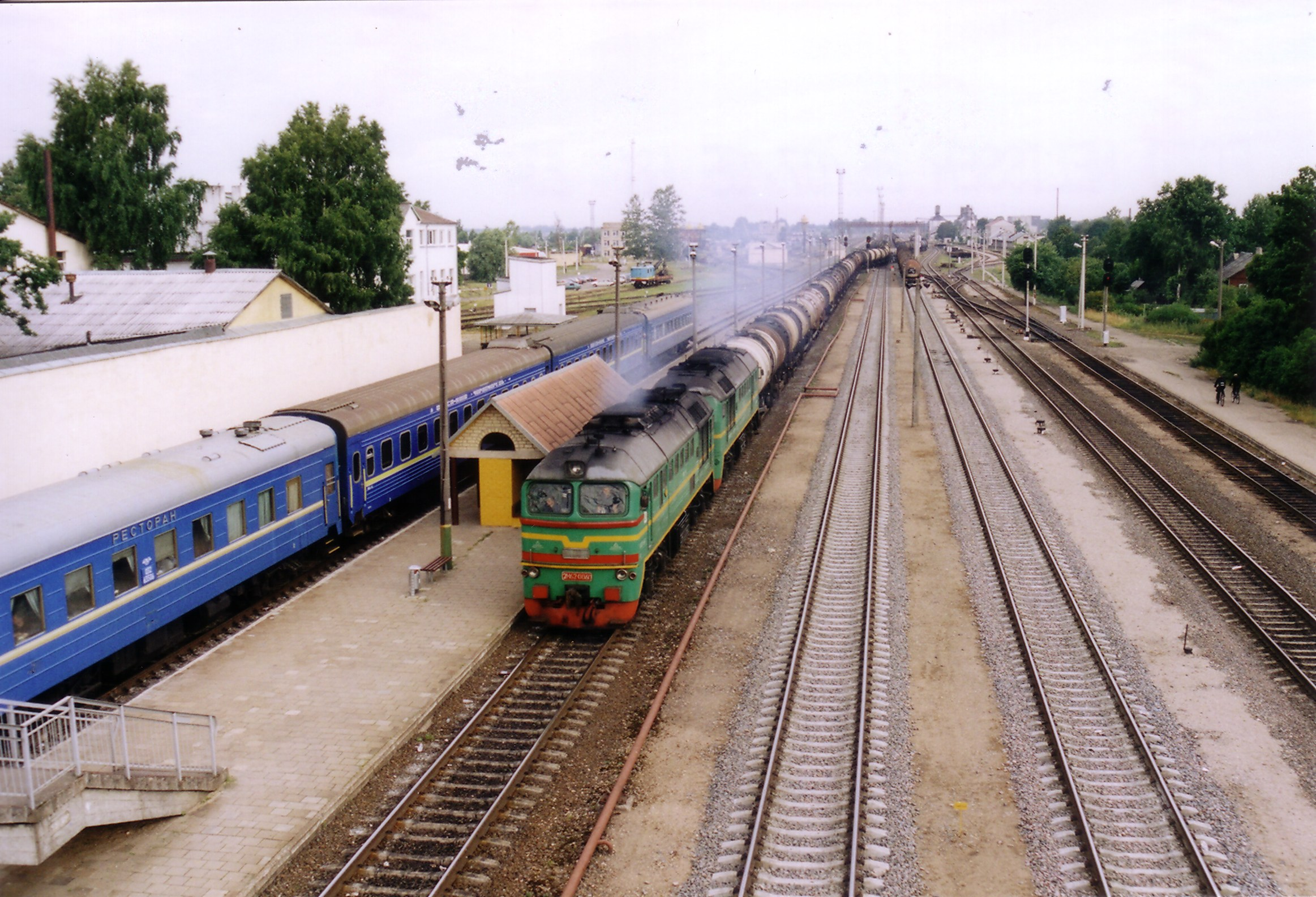
Radviliškis pályaudvara

## Testvérvárosai
- Skara, Svédország
- Grodzisk Mazowiecki, Lengyelország
- Speyer, Németország
- Lillehammer, Norvégia
- Valka, Lettország
- Valga, Észtország
- Stathelle, Norvégia